# Шатакишвили, Христофор Нодарович
Христофор (Кристепоре) Нодарович Шатакишвили (4 августа 1979) — грузинский футболист, полузащитник, известный по выступлениям за «Дилу» и клубы Белоруссии.

## Карьера
Начал выступать на взрослом уровне в 1997 году в клубе «Дила» из Гори, игравшем в высшей лиге Грузии. За два с половиной сезона в команде он принял участие в 61 матче.
В начале 2000 года Шатакишвили перешёл в белорусский клуб «Лида», в котором также выступал его земляк Звиад Бурдзенидзе. В течение сезона Христофор 18 раз выходил на поле в чемпионате Белоруссии и забил 1 гол (17 сентября 2000 в игре с могилёвским «Торпедо», выигранной 3:0). Перед началом следующего сезона он подписал контракт с минским «Торпедо», и в первом сезоне провёл 14 матчей, но затем не смог закрепиться в основном составе и в 2002 году был отдан в аренду «Дариде» из первой лиги. Вернувшись в «Торпедо», он не получил новой возможности выйти на поле и в феврале 2004 года вернулся в Грузию.
После возвращения на родину Шатакишвили в течение пяти сезонов продолжал играть за «Дилу» в высшей лиге, при этом несколько раз отлучался в клубы первого дивизиона. В 2008 году он перешёл в ФК «Боржоми», но не сыграл ни одного матча за сезон и завершил свою карьеру.